# 西郷正友
西郷 正友（さいごう まさとも）は、戦国時代から江戸時代にかけての武将。

## 概要
元亀2年（1571年）春、武田氏配下・秋山虎繁（信友）による三河侵攻に対抗。懸命の迎撃戦により武田軍を一時的に退ける事に成功したものの、総領の兄・義勝はこの戦いで命を落とした。
徳川家康からは西郷氏の後継に、従兄弟・家員（清員の子）が指名されている。兄の遺児が幼弱であることが理由なら、家員よりも西郷嫡流に生まれた正友への家督相続も考えられたが、家康はそれすら認めなかった。
天正15年（1587年）、木俣守勝・椋原政直とともに井伊直政に付けられる。最盛時で2000石を食んでいたともいわれる。その後、隠居時には300石だったという。
現在、彦根東高校の付近に残る西郷屋敷跡とは、彦根藩で重きを成していた子の重員に宛がわれた屋敷だと思われる。